# Trận phòng thủ Riga (1941)
Trận phòng thủ Riga là một trong các trận đánh phòng ngự của quân đội Liên Xô chống lại quân đội Đức Quốc xã tại thành phố cảng Riga và trên phòng tuyến sông Tây Dvina ở giai đoạn mở đầu cuộc Chiến tranh Xô-Đức. Cuộc chiến diễn ra từ ngày 28 đến ngày 30 tháng 6 năm 1941 tại thành phố cảng Riga, thủ đô nước Cộng hòa xã hội chủ nghĩa Xô viết Latvia và dọc sông Tây Dvina từ Riga đến Jekabpils. Sau ba ngày giao chiến, Tập đoàn quân 18 của quân đội Đức Quốc xã đã tấn công vượt sông Tây Dvia, chọc thủng phòng tuyến của quân đội Liên Xô ở Jekabpils, đe dọa bao vây chủ lực Tập đoàn quân 8 (Liên Xô) tại khu vực ven biển Baltic từ Riga đến Pyarnu. Để tránh nguy cơ bị bao vây, Tập đoàn quân 8 (Liên Xô phải rút bỏ phòng tuyến sông Tây Dvina, bỏ thành phố Riga và rút về hướng Tallin. Sau khi chiếm Riga, quân đội Đức Quốc xã đã hoàn toàn chiếm đóng lãnh thổ Latvia và chiếm được quân cảng Riga, một căn cứ hải quân quan trọng trong vùng Pribaltic.

## Bối cảnh và binh lực

### Bối cảnh
Riga là thủ đô của Litva, được thành lập từ năm 1201. Thành phố nằm ở cửa sông Tây Dvina (cũng gọi là sông Daugava) ở phía Nam vịnh Riga. Trong 6 thế kỷ tiếp theo, thành phố được phát triển bởi giao thông đường biển, đường thủy nội địa và ngư nghiệp. Năm 1713, thành phố trở thành trung tâm tỉnh Riga thuộc Đế quốc Nga. Năm 1796, khi Đế quốc Nga lập tỉnh Liflyand, Riga trở thành trung tâm của tỉnh này. Năm 1918, Latvia độc lập và thành lập chế độ cộng hòa. Riga trở thành thủ đô của Litva. Năm 1940, khi Litva trở thành một nước cộng hòa trong Liên bang Xô Viết, Riga vẫn là thủ đô. Trước chiến tranh, thành phố có gần 400.000 dân, trong đó 63% là người Latvia, 37% còn lại gồm người Đức, Do Thái, Nga, Ba Lan, Belarus và Litva.
Sau khi Latvia sáp nhập vào Liên Xô, Hải quân Liên Xô đã đặt tại đâu một căn cứ hậu cần lớn thứ ba của Hạm đội Baltic, sau Kronstadt và Tallinn. Tại Riga, ngoài quân cảng còn có hệ thống kho tàng hậu cần của hải quân, hệ thống pháo bờ biển, hệ thống phòng không... Tại Riga còn có Trường Hải quân mang tên "Đô đốc Nakhimov". Trong hệ thống phòng thủ của Quân khu đặc biệt Pribaltic (Liên Xô) sát trước chiến tranh, Riga cùng với Rembaty, Koknese, Krustpils, Jekabpils và Daugavpils là những cứ điểm phòng ngự quan trọng tuyến 2 trên sông Daugava.

### Binh lực
Sau khi đánh chiếm phần lớn lãnh thổ phía Tây Latvia, Tập đoàn quân 18 (Đức) gồm các quân đoàn bộ binh 1, 26, 38 gồm 9 sư đoàn bộ binh, được tăng cường Sư đoàn cơ giới 36 (từ Quân đoàn xe tăng 41) đã nhanh chóng vượt qua sông Venta, đánh lui Quân đoàn bộ binh 10 (Liên Xô) và đến ngày 27 tháng 6 đã có mặt ở bờ tả ngạn sông Daugava. Nhiều đơn vị bộ binh và xe tăng Đức vẫn còn sung sức sau các trận thắng đầu tiên ở khu vực biên giới Liên Xô - Đông Phổ.
Tập đoàn quân 8 (Liên Xô) phòng thủ trên tuyến sông Daugava gồm Quân đoàn bộ binh 10 (các sư đoàn 10, 90), Quân đoàn bộ binh 11 (các sư đoàn 28, 48, 125) và Quân đoàn cơ giới 12 thực chất chỉ còn lại Sư đoàn cơ giới 202. Số quân còn lại của quân đoàn này được dồn ghép thành cụm phòng thủ Guryev. Tại Riga còn có Sư đoàn bộ binh cơ giới 22 của NKVD do đại tá Andrey Sidorovich Golovko chỉ huy, 3 tiểu đoàn dân quân, Trung đoàn học viên trường Hải quân (thiếu 1 tiểu đoàn) và một số thủy binh của hạm đội Baltic. Do vịnh Riga chỉ có duy nhất một đường ra biển ở của vịnh nên các tàu chiến và tài ngầm của Hạm đội Baltic sau khi từ Liepaja và Venstpils rút về đây đã được sơ tán đến Tallinn và cảng Kyardla trên đảo Khyuma trước khi hải quân Đức Quốc xã bịt kín cửa vịnh Riga.

## Diễn biến

### Cuộc chiến chống biệt kích Đức và các nhóm vũ trang dân tộc cực đoan
Thành phố Riga khá hỗn loạn khi nhiều đơn vị của Tập đoàn quân 8 (Liên Xô) thua trận trên vùng biên giới Latvia - Đông Phổ rút quân qua đây. Trong đoàn người chạy nạn có nhiều lính biệt kích Đức được thả dù xuống Latvia ngay từ những ngày đầu chiến tranh. Những toán biệt kích này có nhiệm vụ ám sát các chỉ huy và chính ủy Liên Xô, cắt đứt các đường dây liên lạc điện thoại, dùng chất nổ đánh phá các kho tàng, gây rối loạn ở hậu phương của các tập đoàn quân Liên Xô trên vùng biên giới. Một trong số các toán đó đã lọt vào Riga và phối hợp hoạt động với các nhóm người Latvia chống Xô Viết tại thành phố. Các nhóm này chủ yếu gồm các thành viên của Aizsargi, tổ chức cảnh sát của Latvia được thành lập năm 1936 và bị chính quyền Xô Viết Latvia giải tán ngày 23 tháng 6 năm 1940 khi Latvia sáp nhập và Liên bang Xô Viết. Trong nửa cuối ngày 27 tháng 6, nhóm Aizsargi đã phối hợp với các toán biệt kích Đức Quốc xã và nhóm Pērkonkrusts (tổ chức dân tộc cực đoan bài Do Thái, thân phát xít tại Latvia) gây ra các vụ cháy nổ trong thành phố, chiếm giữ tòa thị chính và chợ trung tâm Riga. Các đơn vị cảnh sát của NKVD (Liên Xô) phối hợp với tiểu đoàn công nhân vũ trang Riga buộc phải tấn công và chiếm lại các mục tiêu này vào đêm 27 tháng 6.

### Diễn biến chiến sự tại Riga và các vùng phụ cận
Ngày 27 tháng 6, Hạm đội Baltic đã rút các tàu ngầm và tàu chiến khỏi cảng Riga. Tàu vận tải "Mariampol" được công binh hải quân đánh chìm tại cửa sông Tây Dvina để khóa cửa sông. Một tuyến thủy lôi cũng được rải thành một vòng cung trên vịnh Riga cách thành phố từ 8 đến 10 km để ngăn hải quân Đức đột nhập từ hướng biển. Tại cảng Riga chỉ còn lại 18 tàu của Liên Xô đang ở trên bờ để sửa chữa. 16 tàu vận tải, 8 tàu kéo và một số tàu vớt mìn đã được sơ tán về Tallin.
Sáng 28 tháng 6, tướng P. P. Sobennikov điều Sư đoàn bộ binh 62, đơn vị duy nhất còn tương đối nguyên vẹn của Quân đoàn bộ binh 10 (Liên Xô) ra giữ cảng Riga. Sư đoàn bộ binh 125, đơn vị còn lại của Quân đoàn bộ binh 11 (Liên Xô) được điều ra phòng thủ cây cầu đường sắt Riga - Jelgava. Sư đoàn cơ giới 22 (NKVD) phòng thủ trong thành phố. Sư đoàn bộ binh 11, lực lượng dự bị cuối cùng của Tập đoàn quân 8 (Liên Xô) được điều động đến trấn giữ bến vượt sông tại Rembate.
Ngày 28 tháng 6, Quân đoàn bộ binh 26 (Đức) bắt đầu tấn công vào Sư đoàn bộ binh 10 (chỉ còn lại Trung đoàn 62 đủ sức chiến đấu) và đánh bật Sư đoàn này sang bờ Bắc sông Tây Dvina. Sư đoàn bộ binh 67 (chỉ còn lại trung đoàn 144) đã quá suy yếu không thể cản được cuộc tấn công của ba sư đoàn bộ binh Đức. Thành phố Riga bị không quân Đức dội bom liên tục trong ngày và bốc cháy dữ dội. Sau khi đánh chiếm khu Tây thành phố, Quân Đức bắc cầu phao tại khu vực Kamennog (nay là nơi có cây cầu Kamenogo) và đột nhập sang khu Đông thành phố. Ở phía Nam Riga, quân Đức cũng vượt sông Tây Dvina tại khu vực pháo đài Bauska và Ikšķile. Ngày 29 tháng 6, đã nổ ra các trận tao ngộ chiến giữa Sư đoàn bộ binh 61 (Đức) với quân Liên Xô tại khu vực chợ trung tâm thành phố. Quân đội Liên Xô không chỉ phải chống lại quân Đức mà còn bị những người của lực lượng bán vũ trang Aizsargi (một tổ chức cảnh sát Latvia bị giải thể ngày 23 tháng 6 năm 1940) bắn vào sau lưng.
Tình hình của Tập đoàn quân 8 (Liên Xô) tại khu vực Riga càng trở nên bất lợi khi Quân đoàn cơ giới 41 (Đức) đã chiếm được các bến vượt sông tại khu vực Krustpils - Livani vào ngày 28 tháng 6. Ngày 29 tháng 6, Sư đoàn xe tăng 6 và Sư đoàn bộ binh 269 của quân đoàn này đã đánh bại Sư đoàn cơ giới 202 (Liên Xô) tại khu vực Gerini và tiến vào sau lưng Quân đoàn bộ binh 11 (Liên Xô) đang phòng thủ tại tuyến sông Daugava từ Rembate đến Plavinas, uy hiếp sườn trái của Quân đoàn bộ binh 10 (Liên Xô) đang phòng thủ trên khu vực Riga - Rembate. Trong một cố gắng đơn độc, Sư đoàn mô tô cơ giới 22 (Liên Xô) đã tung ra các đòn tấn công vào Sư đoàn cơ giới 36 (Đức), phá hủy cây cầu đường sắt ở Zemgal, phía Nam Riga và cây cầu phao ở phía Bắc thành phố. 3 xe tăng hạng nhẹ cuối cùng của Sư đoàn cơ giới 22 (NKVD) đã bị bắn cháy trong trận đánh này.
Ngày 30 tháng 6, các quân 26 và 38 Đức đồng loạt vượt sông Tây Dvina trên các cầu phao mới lắp dặt, buộc Tập đoàn quân 8 (Liên Xô phải rút khỏi phòng tuyến sông Tây Dvina lên phía Bắc, lập tuyến phòng thủ mới tại khu vực Pyarnu - Viljandi - Tartu để bảo vệ Tallinn.

## Kết quả

### Quân sự
Thất bại của Tập đoàn quân 8 (Liên Xô) tại khu vực Riga và toàn bộ phòng tuyến sông Tây Dvina đã đem lại một lợi thế lớn cho quân đội Đức Quốc xã trên vùng Pribaltic. Không còn bị những lực lượng lớn xe tăng Liên Xô ngăn chặn, Tập đoàn quân 18 (Đức) nhanh chóng tiến lên phía Bắc, đánh chiếm tuyến Tyrva - Pylva, trên eo đất giữa hồ Vyrtszyarv với hồ Chuskoye và giữa hồ Vyrtszyarv với biển Baktic. Lợi dụng sư chia cắt giữa Quân đoàn 10 và Quân đoàn 11 của Tập đoàn quân 8 (Liên Xô) cùng với ưu thế trên bộ và trên không, Tập đoàn quân 18 (Đức) tiếp tục dồn Tập đoàn quân 8 (Liên Xô) về hướng Tallinn, chiếm lĩnh tuyến Pyarnu - Viljandi - Tartu và bao vây Tập đoàn quân 8 (Liên Xô) tại khu vực Tallinn.

### Thiệt hại dân sự
Thành phố Riga gánh chịu những thiệt hại lớn sau ba ngày chiến sự diễn ra tại đây. Đỉnh tháp chuông bằng gỗ cao 64,9 m (trong toàn bộ chiều cao 123,5 m) của nhà thờ Thánh Pētera được xây dựng từ năm 1690 tại Riga bị đạn pháo của quân Đức bắn cháy và sập đổ. Tòa nhà Melngalvju Nams, một công trình kiến trúc được xây dựng từ thế kỷ XIV nằm ở trung tâm Riga cũng bị phá hủy. Cùng chung số phận với tòa nhà này là Tòa thị chính Riga, một công trình kiến trúc cổ của Lavia. Kho nhiên liệu tại Riga bị ném bom và bốc cháy suốt mấy ngày. Nhiều nhà cửa trong thành phố bị bom đạn phá hủy, trong đó có phố Uzvaras, một trong các con phố cổ nhất của Riga.